# Grandes Observatórios Astronómicos

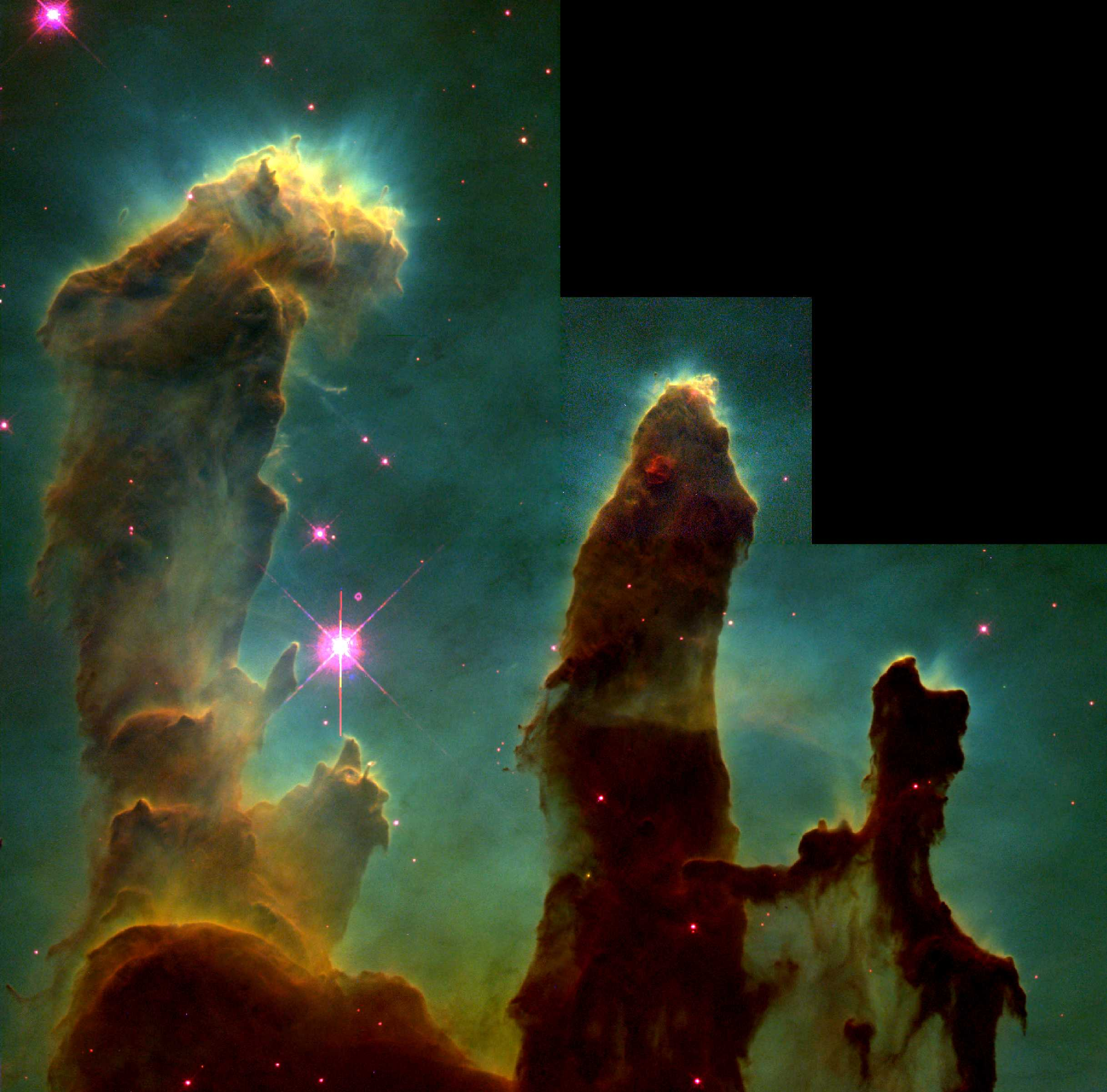
Foto dos Pilares da criação (Nebulosa da Aguia) obtida pelo telescópio Hubble

A série de Grandes Observatórios Espaciais da NASA, agência espacial norte-americana, consistia em um grupo de quatro grandes observatórios, baseados no espaço. O projeto designa-se, em língua inglesa, por Great Observatories Program.
Cada um dos observatórios tinha ou tem um tamanho e um custo semelhantes e cada um fez uma contribuição substancial à astronomia. Cada telescópio procurou focar uma determinada faixa do espectro eletromagnético, a fim de obter uma análise mais precisa e mais profunda de cada espectro e desta forma melhor entender como o Universo nasceu e como ele se desenvolve.
Assim, por várias ocasiões, um mesmo corpo celeste foi observado por distintos telescópios, obtendo uma visão mais profunda sobre ele. 

## Telescópio Espacial Hubble
O Telescópio Espacial Hubble (Hubble Space Telescope (HST)) foi denominado anteriormente como "Space Telescope (ST)". 
Destina-se a observar preferencialmente luz ultravioleta, luz visível e ondas próximas ao infravermelho.  
Recebeu um total de 5 visitas de Ônibus Espaciais, a primeira de 12-13 de dezembro de 1993 - para correção de falhas do projeto que causavam distorção nas imagens obtidas -, e a última em 11-24 de maio de 2009 - onde recebeu nova atualização de equipamentos. 
Foi o primeiro telescópio a ser lançado, em 24 de abril de 1990.

## Observatório de Raios Gama Compton
O Observatório de Raios Gama Compton (Compton Gamma Ray Observatory - CGRO) foi denominado anteriormente como "Gamma Ray Observatory (GRO)". 
Destinava-se a observar radiação de alta energia, conhecidas como "radiação gama" e podia registrar muitos processos físicos do Universo, tais como; erupções solares, rajadas de raios gama, pulsares, explosões de novas e supernovas, emissão de quasares e interações de raios cósmicos com o meio interstelar. 
Foi o segundo telescópio a ser lançado, em 5 de abril de 1991. Compton foi retirado de orbita ao ser lançado à atmosfera da Terra de forma segura em 4 de junho de 2000.

## Observatório de Raios-X Chandra
O Observatório de Raios-X Chandra (Chandra X-ray Observatory - CXO) foi denominado anteriormente como "Advanced X-ray Astronomical Facility (AXAF)". 
Destina-se a detectar e observar emissões de radiação de raio-X, buracos-negros, quasares e gases em alta temperatura, ajudando os cientista a entenderem a estrutura e evolução do universo. Devido à absorção dos Raios X pela atmosfera terrestre, o observatório deve orbitar acima dela, em uma altitude de 139.000 km no espaço.
Foi o terceiro telescópio a ser lançado, em 23 de julho de 1999. 

## Telescópio Espacial Spitzer
O Telescópio Espacial Spitzer (Spitzer Space Telescope - SST) foi denominado anteriormente como "Space Infra-red Telescope Facility (SIRTF).
Destina-se a observar a radiação infravermelha. Devido à absorção deste tipo de radiação pela atmosfera terrestre, é necessário que ele permaneça fora da atmosfera, permitindo o estudo de partes escondidas dos telescópios terrestres como; o centro das galáxias e formações de novos sistemas planetares. 
Para operar corretamente o telescópio precisa ser simultaneamente aquecido e resfriado até poucos graus acima do zero absoluto - 0º K (-459º F ou -273º C). O telescópio foi criado para durar até 2,5 anos mas a fase de resfriamento durou cerca de 5,5 anos, sendo concluída em 15 de maio de 2009, dando início à "missão de aquecimento". Spitzer pode continuar operando até o final da década.
Foi o quarto telescópio a ser lançado, em 25 de agosto de 2003.

## Estado do programa
De todos estes satélites, somente o Compton não está operacional. Um dos seus giroscópios falhou e a NASA optou por lançá-lo contra a atmosfera, de forma segura, em 4 de junho de 2000.  A NASA divulgou oficialmente que vai futuramente desativar o Hubble, mas, em maio de 2009, uma missão tripulada do ônibus espacial Atlantis, comandada pelo astronauta Scott Altman, realizou uma manutenção em seus equipamentos e troca de outros que lhe deu uma sobrevida de mais 4 ou 5 anos.
Spitzer era único dos Grandes Observatórios que não foi lançado a bordo de um Ônibus Espacial. Pretendeu-se originalmente utilizá-lo, mas devido ao desastre da Columbia, optou-se por utilizar o foguete Delta II, que o colocou em uma órbita heliocêntrica.

## Os sucessores do programa original

### James Webb Space Telescope
O Telescópio Espacial James Webb (em inglês James Webb Space Telescope, JWST) é um telescópio espacial, com a finalidade de captar radiação infravermelha. O telescópio deverá observar a formação das primeiras galáxias, estrelas e planetas, estudar suas evoluções e ver a produção dos elementos formados pelas estrelas. Foi lançado pelo foguete Ariane 5 a partir da Guiana Francesa em 25 de dezembro de 2021.

### Constellation-X
Constellation-X é o projeto de um Telescópio Espacial de raios-x operado pela NASA. Ele abre uma nova janela sobre os raios-x para a astrofísica, pois consegue ver muito bem buracos negros super massivos, e em consequência disso, faz filmes da órbita dos buracos negros e talvez além do Horizonte de eventos.

### Telescópio Fermi Gamma-ray Space
O Fermi Gamma-ray Space Telescope, foi denominado anteriormente como "Gamma-ray Large Area Space Telescope (GLAST).
É um poderoso observatório espacial destinado a observar o comportamento da radiação de alta energia. Fermi permite aos cientistas responder perguntas persistentes sobre uma ampla gama de assuntos, incluindo: sistemas de buracos-negros supermassivos, pulsares, a origem dos raios cósmicos e pesquisa por sinais da "Nova Física".
O telescópio foi lançado em 11 de junho de 2008 e após 5 anos em operação entrou na fase estendida da missão. É previsto que complete uma década de observações, finalizando seu funcionamento em 2018.

### INTEGRAL
O INTErnational Gamma-Ray Astrophysics Laboratory (INTEGRAL) é um telescópio com a finalidade de detectar parte da radiação energética que é emitida no espaço.
É o observatório de raios-gama mais sensível já lançado. O INTEGRAL proporciona uma nova visão dos mais violentos e exóticos objetos do Universo, como buracos-negros, estrelas de nêutrons e supernovas, ajudando também a entender o processo de formação de novos elementos químicos e a misteriosa rajada de raios gama - o fenômeno mais energético do Universo.
O INTEGRAL é uma missão da ESA com a cooperação da Agência Espacial Russa e a NASA. O lançamento ocorreu em 17 de outubro de 2002, no cosmódromo de Baikonur, no Cazaquistão.